# Drassyllus novus
Drassyllus novus är en spindelart som först beskrevs av Banks 1895.  Drassyllus novus ingår i släktet Drassyllus och familjen plattbuksspindlar. Inga underarter finns listade i Catalogue of Life.